# Coast Guard Distinguished Service Medal
La Coast Guard Distinguished Service Medal est une décoration militaire des États-Unis d’Amérique.

## Généralités
La Coast Guard Distinguished Service Medal fut instituée par le Congrès en août 1949. Avant cette date, les personnels de l’U.S. Coast Guard étaient éligibles à la Navy Distinguished Service Medal.
Cette décoration est décernée à tout personnel des garde-côtes qui s’est distingué par des services méritoires rendus au gouvernement des États-Unis d’Amérique dans une situation de responsabilité élevée. Ce critère fait que cette distinction est généralement attribuée à des officiers comme les flag officers.
La première personne à avoir reçu la Coast Guard Distinguished Medal est l’amiral Alfred C. Richmond, en 1961. Le master chief Petty Officer Rick Trent fut le premier militaire du rang à recevoir cette décoration en 1998.
L’autorité de tutelle de la décoration était le Secrétaire aux Transports, mais elle fut transférée en 2003 au département de la Sécurité intérieure des États-Unis (‘’Department of Homeland Security’’).
La Department of Transportation Distinguished Service Medal est une décoration supérieure dans l’ordre de préséance à la Coast Guard Distinguished Service Medal, qui, à partir de 2003, cessa d’être une médaille des Garde-côtes américains, lorsqu’ils furent transférés sous l’autorité du département de la Sécurité intérieure. Désormais, les personnels sont éligibles pour la Homeland Security Distinguished Service Medal, créée par l’Executive Order n°13286, du 28 février 2003.

## Sources
- (en) Cet article est partiellement ou en totalité issu de l’article de Wikipédia en anglais intitulé « Coast Guard Distinguished Service Medal » (voir la liste des auteurs).